# Brescia Calcio 1979-1980
Questa voce raccoglie le informazioni riguardanti il Brescia Calcio nelle competizioni ufficiali della stagione 1979-1980.

## Stagione
Il presidente Sergio Saleri ingaggia Nardino Previdi quale direttore sportivo e conferma Luigi Simoni sulla panchina delle rondinelle. Pochi ritocchi ma mirati, in attacco a sostituire Oriano Grop viene scelto Domenico Penzo, a centrocampo arrivano Claudio Maselli, Walter Salvioni ed il mediano Pietro Biagini. In campionato si parte con tre sconfitte nelle prime quattro giornate, dopo la vittoria sull'Atalanta il Brescia infila sette risultati utili e chiude l'andata a 20 punti. Il girone di ritorno è un crescendo di condizione e di risultati, con 25 punti incamerati ed una promozione arrivata sul filo di lana, l'8 giugno (1-0) alla Ternana al Rigamonti.
Per il Brescia dopo nove anni di purgatorio è il ritorno in Serie A, Domenico Penzo è il bomber della squadra con 12 centri, seguito a quota 9 da Bortolo Mutti.
Nella Coppa Italia il Brescia disputa prima del campionato il quinto girone di qualificazione, che viene vinto dalla Lazio che passa ai Quarti di Finale della manifestazione. Proprio la squadra laziale capitolina ed il Milan sono retrocesse d'ufficio in Serie B in questa stagione, che viene ricordata per lo scandalo delle scommesse e delle partite truccate.

## Rosa
| N. |                   | Ruolo | Calciatore           |
| -- | ----------------- | ----- | -------------------- |
|    | Italia (bandiera) | P     | Astutillo Malgioglio |
|    | Italia (bandiera) | P     | Luciano Bertoni      |
|    | Italia (bandiera) | D     | Dario Bonetti        |
|    | Italia (bandiera) | D     | Gabriele Podavini    |
|    | Italia (bandiera) | D     | Dino Galparoli       |
|    | Italia (bandiera) | D     | Viviano Guida        |
|    | Italia (bandiera) | D     | Maurizio Venturi     |
|    | Italia (bandiera) | D     | Pietro Leali         |
|    | Italia (bandiera) | D     | Damiano Bettinelli   |
|    | Italia (bandiera) | C     | Gianni De Biasi      |

| N. |                   | Ruolo | Calciatore             |
| -- | ----------------- | ----- | ---------------------- |
|    | Italia (bandiera) | C     | Sandro Walter Salvioni |
|    | Italia (bandiera) | C     | Claudio Maselli        |
|    | Italia (bandiera) | C     | Egidio Salvi           |
|    | Italia (bandiera) | C     | Pasquale Iachini       |
|    | Italia (bandiera) | C     | Stefano Bonometti      |
|    | Italia (bandiera) | C     | Pietro Biagini         |
|    | Italia (bandiera) | A     | Domenico Penzo         |
|    | Italia (bandiera) | A     | Bortolo Mutti          |
|    | Italia (bandiera) | A     | Gianfranco Zigoni      |

## Risultati

### Serie B

#### Girone di andata
| Arbitro: | Paparesta (Bari) |

|                        |           |              |
| Scarpa 14’ Toscani 88’ | Marcatori | 36’ De Biasi |

| Arbitro: | Materassi (Empoli) |

|                                                         |           |                 |
| Maselli 32’, 79’ Mutti 38’ Penzo 57’ (rig.) Iachini 90’ | Marcatori | 62’, 74’ Zanone |

| Arbitro: | Redini (Pisa) |

|                          |           |  |
| Russo 5’ Giovannelli 68’ | Marcatori |  |

| Arbitro: | Lops (Torino) |

|  |           |                |
|  | Marcatori | 60’ Ceccarelli |

| Arbitro: | Angelelli (Terni) |

|                              |           |                              |
| De Biasi 1’ Penzo 61’ (rig.) | Marcatori | 3’ Saltutti 90’ (aut.) Guida |

| Arbitro: | Patrussi (Arezzo) |

|              |           |  |
| Gardiman 79’ | Marcatori |  |

| Arbitro: | Benedetti (Roma) |

|             |           |                             |
| Salvioni 4’ | Marcatori | 22’ Nicoletti 23’Cavagnetto |

| San Benedetto del Tronto 4 novembre 1979 8ª giornata | Sambenedettese      | 0 – 0 | Brescia | Stadio Fratelli Ballarin\| Arbitro: \| Panzino (Catanzaro) \| |
| Arbitro:                                             | Panzino (Catanzaro) |       |         |                                                               |

| Arbitro: | Reggiani (Bologna) |

|                        |           |              |
| Podavini 58’ Mutti 86’ | Marcatori | 65’ Bertuzzo |

| Arbitro: | Materassi (Empoli) |

|             |           |                     |
| Ferrara 22’ | Marcatori | 44’ (rig.) Podavini |

| Arbitro: | Longhi (Roma) |

|              |           |  |
| De Biasi 75’ | Marcatori |  |

| Arbitro: | Milan (Treviso) |

|                |           |           |
| Mutti 28’, 84’ | Marcatori | 8’ Silipo |

| Arbitro: | Facchin (Udine) |

|  |           |           |
|  | Marcatori | 75’ Penzo |

| Arbitro: | Lanese (Messina) |

|              |           |  |
| Salvioni 86’ | Marcatori |  |

| Arbitro: | Reggiani (Bologna) |

|                                      |           |  |
| Chiarenza 11’ Manzin 45’ Bacchin 85’ | Marcatori |  |

| Arbitro: | Vitali (Bologna) |

|           |           |               |
| Mutti 18’ | Marcatori | 48’ D'Ottavio |

| Arbitro: | Lo Bello (Siracusa) |

|             |           |  |
| Monelli 28’ | Marcatori |  |

| Arbitro: | Colasanti (Roma) |

|           |           |  |
| Penzo 24’ | Marcatori |  |

| Arbitro: | Parussini (Udine) |

|  |           |           |
|  | Marcatori | 29’ Penzo |

#### Girone di ritorno
| Arbitro: | Mattei (Macerata) |

|               |           |               |
| Penzo 12’ 66’ | Marcatori | 38’ Torresani |

| Vicenza 10 febbraio 1980 21ª giornata | Lanerossi Vicenza | 0 – 0 | Brescia | Stadio Romeo Menti\| Arbitro: \| Ciulli (Roma) \| |
| Arbitro:                              | Ciulli (Roma)     |       |         |                                                   |

| Arbitro: | Lops (Torino) |

|                |           |             |
| Penzo 21’, 61’ | Marcatori | 2’ Musiello |

| Cesena 24 febbraio 1980 23ª giornata | Cesena        | 0 – 0 | Brescia | Stadio La Fiorita\| Arbitro: \| Redini (Pisa) \| |
| Arbitro:                             | Redini (Pisa) |       |         |                                                  |

| Arbitro: | Milan (Treviso) |

|             |           |  |
| Guidolin 9’ | Marcatori |  |

| Arbitro: | Facchin (Udine) |

|                              |           |  |
| Iachini 56’ (rig.) Penzo 65’ | Marcatori |  |

| Arbitro: | Lo Bello (Siracusa) |

|            |           |  |
| Serena 60’ | Marcatori |  |

| Arbitro: | Pirandola (Lecce) |

|                     |           |  |
| Penzo 43’ Mutti 78’ | Marcatori |  |

| Arbitro: | Vitali (Bologna) |

|  |           |             |
|  | Marcatori | 15’ Maselli |

| Brescia 5 aprile 1980 29ª giornata | Brescia           | 0 – 0 | SPAL | Stadio Mario Rigamonti\| Arbitro: \| Parussini (Udine) \| |
| Arbitro:                           | Parussini (Udine) |       |      |                                                           |

| Arbitro: | Reggiani (Bologna) |

|                    |           |  |
| Iachini 36’ (aut.) | Marcatori |  |

| Palermo 20 aprile 1980 31ª giornata | Palermo          | 0 – 0 | Brescia | Stadio La Favorita\| Arbitro: \| Terpin (Trieste) \| |
| Arbitro:                            | Terpin (Trieste) |       |         |                                                      |

| Arbitro: | Prati (Parma) |

|                                 |           |  |
| Venturi 71’ Raimondi 82’ (aut.) | Marcatori |  |

| Arbitro: | Michelotti (Parma) |

|                                |           |                        |
| Chiorri 9’ Podavini 57’ (aut.) | Marcatori | 47’ Mutti 63’ De Biasi |

| Arbitro: | Agnolin (Bassano del Grappa) |

|                                  |           |  |
| Mutti 9’ Penzo 65’ Bonometti 78’ | Marcatori |  |

| Verona 18 maggio 1980 35ª giornata | Verona           | 0 – 0 | Brescia | Stadio Marcantonio Bentegodi\| Arbitro: \| D'Elia (Salerno) \| |
| Arbitro:                           | D'Elia (Salerno) |       |         |                                                                |

| Arbitro: | Pieri (Genova) |

|                              |           |  |
| Mutti 68’ Iachini 75’ (rig.) | Marcatori |  |

| Taranto 1º giugno 1980 37ª giornata | Taranto       | 0 – 0 | Brescia | Stadio Erasmo Iacovone\| Arbitro: \| Ciulli (Roma) \| |
| Arbitro:                            | Ciulli (Roma) |       |         |                                                       |

| Arbitro: | Lattanzi (Roma) |

|             |           |  |
| Salvioni 7’ | Marcatori |  |

### Coppa Italia

#### Primo turno
| 22 agosto 1979 1ª giornata |  | – Riposo |  |  |

| Arbitro: | Menicucci (Firenze) |

|  |           |                                  |
|  | Marcatori | 71’ Manfredonia 76’ Garlaschelli |

| Matera 2 settembre 1979 3ª giornata | Matera           | 0 – 0 | Brescia | Stadio XXI Settembre\| Arbitro: \| Lanese (Messina) \| |
| Arbitro:                            | Lanese (Messina) |       |         |                                                        |

| Arbitro: | Prati (Parma) |

|            |           |  |
| Fanesi 85’ | Marcatori |  |

| Arbitro: | Savalli (Trapani) |

|             |           |  |
| Iachini 33’ | Marcatori |  |

## Statistiche

### Statistiche di squadra
| Competizione | Punti | In casa | In casa | In casa | In casa | In casa | In casa | In trasferta | In trasferta | In trasferta | In trasferta | In trasferta | In trasferta | Totale | Totale | Totale | Totale | Totale | Totale | DR  |
| Competizione | Punti | G       | V       | N       | P       | Gf      | Gs      | G            | V            | N            | P            | Gf           | Gs           | G      | V      | N      | P      | Gf     | Gs     | DR  |
| ------------ | ----- | ------- | ------- | ------- | ------- | ------- | ------- | ------------ | ------------ | ------------ | ------------ | ------------ | ------------ | ------ | ------ | ------ | ------ | ------ | ------ | --- |
| Serie B      |       | ..      | ..      | .       | .       | ..      | ..      | ..           | .            | ..           | .            | ..           | ..           | ..     | ..     | ..     | .      | ..     | ..     | +.. |
| Coppa Italia |       | ..      | ..      | .       | .       | ..      | ..      | ..           | .            | ..           | .            | ..           | ..           | ..     | ..     | ..     | .      | ..     | ..     | +.. |
| Totale       |       | ..      | ..      | .       | .       | ..      | ..      | ..           | .            | ..           | .            | ..           | ..           | ..     | ..     | ..     | .      | ..     | ..     | +.. |

### Statistiche dei giocatori
| Giocatore     | Serie B  | Serie B | Serie B     | Serie B    | Coppa Italia | Coppa Italia | Coppa Italia | Coppa Italia | Totale   | Totale | Totale      | Totale     |
| Giocatore     | Presenze | Reti    | Ammonizioni | Espulsioni | Presenze     | Reti         | Ammonizioni  | Espulsioni   | Presenze | Reti   | Ammonizioni | Espulsioni |
| ------------- | -------- | ------- | ----------- | ---------- | ------------ | ------------ | ------------ | ------------ | -------- | ------ | ----------- | ---------- |
| L. Bertoni    | 2        | -2      | ?           | ?          | 0            | 0            | ?            | ?            | 2        | -2     | ?           | ?          |
| D. Bettinelli | 1        | 0       | ?           | ?          | 0            | 0            | ?            | ?            | 1        | 0      | ?           | ?          |
| P. Biagini    | 36       | 0       | ?           | ?          | 4            | 0            | ?            | ?            | 40       | 0      | ?           | ?          |
| D. Bonetti    | 8        | 0       | ?           | ?          | 1            | 0            | ?            | ?            | 9        | 0      | ?           | ?          |
| S. Bonometti  | 8        | 1       | ?           | ?          | 0            | 0            | ?            | ?            | 8        | 1      | ?           | ?          |
| G. De Biasi   | 37       | 4       | ?           | ?          | 3            | 0            | ?            | ?            | 40       | 4      | ?           | ?          |
| D. Galparoli  | 38       | 0       | ?           | ?          | 4            | 4            | ?            | ?            | 42       | 4      | ?           | ?          |
| V. Guida      | 20       | 0       | ?           | ?          | 3            | 0            | ?            | ?            | 23       | 0      | ?           | ?          |
| P. Iachini    | 32       | 3       | ?           | ?          | 3            | 1            | ?            | ?            | 35       | 4      | ?           | ?          |
| P. Leali      | 16       | 0       | ?           | ?          | 0            | 0            | ?            | ?            | 16       | 0      | ?           | ?          |
| A. Malgioglio | 38       | -25     | ?           | ?          | ?1           | -3           | ?            | ?            | 38       | -28    | ?           | ?          |
| C. Maselli    | 32       | 3       | ?           | ?          | 4            | 0            | ?            | ?            | 36       | 3      | ?           | ?          |
| B. Mutti      | 36       | 9       | ?           | ?          | 4            | 0            | ?            | ?            | 40       | 9      | ?           | ?          |
| G. Podavini   | 27       | 2       | ?           | ?          | 3            | 0            | ?            | ?            | 30       | 2      | ?           | ?          |
| E. Salvi      | 8        | 0       | ?           | ?          | 2            | 0            | ?            | ?            | 10       | 0      | ?           | ?          |
| S. Salvioni   | 37       | 3       | ?           | ?          | 4            | 0            | ?            | ?            | 41       | 3      | ?           | ?          |
| D. Penzo      | 34       | 12      | ?           | ?          | 4            | 0            | ?            | ?            | 38       | 12     | ?           | ?          |
| M. Venturi    | 25       | 1       | ?           | ?          | 4            | 0            | ?            | ?            | 29       | 1      | ?           | ?          |
| G. Zigoni     | 19       | 0       | ?           | ?          | 2            | 0            | ?            | ?            | 21       | 0      | ?           | ?          |